# Ditlenek dichloru
Ditlenek dichloru, nadtlenek chloru, Cl
2O
2 – nieorganiczny związek chemiczny z grupy nadtlenków, dimer tlenku chloru ClO•
. Stanowi istotny składnik w procesie tworzenia się dziury ozonowej, gdzie pod wpływem promieniowania nadfioletowego ulega fotolizie. Powstający w ten sposób rodnik ClOO•
 ulega szybkiemu rozpadowi z uwolnieniem chloru, który reagując z ozonem tworzy tlen i rodnik ClO•
, a ten z kolei pozwala na odtworzenie się nadtlenku chloru (ClOOCl):
ClOOCl + hν → ClOO•
 + Cl•
 → O
2 + 2Cl•

2Cl•
 + 2O
3 → 2O
2 + 2ClO•

2ClO•
 → ClOOCl
sumarycznie: 2O
3 → 3O
2
Laboratoryjnie może zostać otrzymany poprzez laserową fotolizę chloru w obecności ozonu albo ozonu w obecności dichlorodifluorometanu.